# Michael von Matuschka
Michael von Matuschka (ur. 29 września 1888 w Świdnicy, zm. 14 września 1944 w Berlinie) – niemiecki hrabia, prawnik, polityk, Sługa Boży, członek chrześcijańskiej Partii Centrum i uczestnik nieudanego zamachu 20 lipca na Adolfa Hitlera.

## Życiorys
Urodził się w 1888 w Świdnicy, w czesko-śląskiej rodzinie arystokratycznej. Studiował prawo na uniwersytetach w Lozannie, Monachium i we Wrocławiu. Po pomyślnie zdanym egzaminie państwowym z prawa we Wrocławiu i obronie pracy doktorskiej zatytułowanej Parlamentarna wolność słowa i obowiązki świadków w 1910, odbywał praktykę referendarza.
W czasie I wojny światowej został zmobilizowany i wysłany na front jako podporucznik do śląskiego pułku huzarów. W 1915 został ranny w walkach z Rosjanami i dostał się do niewoli. Przebywał w obozie jenieckim na Syberii w Krasnojarsku, z którego uciekł w 1918. Opisał ją następnie w raporcie zatytułowanym Powrót z Syberii.
Po zakończeniu działań wojennych w 1918, został wyróżniony wysokimi odznaczeniami wojskowymi za wyprowadzenie swojej jednostki z frontu bez strat do Niemiec. Zdał drugi egzamin państwowy i zamieszkał w Münster, a potem w Warendorfie w Westfalii.
W 1919 przeniósł się na Górny Śląsk do powiatu pszczyńskiego, gdzie pracował jako urzędnik państwowy, a w 1923 do Opola, gdzie został mianowany starostą miejscowego powiatu ziemskiego. Zasłynął wtedy w zakresie rozwoju placówek kulturalno-oświatowo-kościelnych oraz w budownictwie nowych mieszkań, jako obrońca praw biednych obywateli oraz rzecznik współpracy polsko-niemieckiej na Śląsku. W 1932 został wybrany posłem z listy Centrum do pruskiego Landtagu. Mandat ten sprawował niespełna rok do czasu rozwiązania landtagu przez nazistów. W tym samym roku został pozbawiony funkcji landrata za niewywieszenie flagi ze swastyką nad opolskim starostwem.
Cieniem na biografii Matuschki kładzie się sprawa inwigilacji uczniów i nauczycieli polskiego gimnazjum w Bytomiu. Na jego polecenie niemieckie władze policyjne dokonały w listopadzie 1932 r. spisu wszystkich osób związanych z polskim gimnazjum w celu politycznego nadzoru nad polską szkołą. W następnych miesiącach Matuschka składał szczegółowe sprawozdania skierowane m.in. do niemieckiego ministerstwa spraw wewnętrznych, których celem była ścisła policyjna kontrola polskiej szkoły.
W 1934 otrzymał pracę w miejskim wydziale pruskiego Ministerstwa Spraw Wewnętrznych. W 1936 został przeniesiony do Wrocławia, gdzie objął stanowisko w Prezydium Prowincji Śląskiej, pracując u boku nadprezydentów: Petera Yorcka von Wartenburga oraz Fritza-Dietlofa von der Schulenburga, z którym Matuschka się zaprzyjaźnił. W 1941 został przeniesiony po wydzieleniu Prowincji Górnośląskiej do Katowic, awansując w grudniu tego roku na urząd dyrektora oddziału Ministerstwa Gospodarki Narodowej, mimo iż nie chciał nadal wstąpić w szeregi NSDAP.
Za sprawą kontaktów z Schulenburgiem oraz jego wieloletnimi przyjaciółmi: Hansem Lukaschkiem i Paulusem van Husenem wstąpił do opozycji antyhitlerowskiej skupionej w tzw. „Kręgu z Krzyżowej”. Pod koniec lipca 1944 został aresztowany przez gestapo za współudział w przygotowaniach do zamachu na Hitlera. 14 września 1944 został skazany przez Trybunał Ludowy na karę śmierci. Wyrok wykonano tego samego dnia w berlińskim więzieniu Plötzensee, gdzie osadzono Matuschkę.

## Rodzina
Hrabia von Matuschka ożenił się w lutym 1930 z hrabianką Pią von Stillfried-Rattonitz, z którą miał trzech synów, urodzonych kolejno w: 1931 (Mario), 1932 (Victor) i 1934 (Michael) oraz jedną córkę – Elisabeth, urodzoną w 1936, która w 1960 wyszła za mąż za Dirka von Haeftena, syna Hansa Bernarda von Haeftena, również opozycjonisty wobec rządów Hitlera.

## Upamiętnienie
W grudniu 2009 na ścianie dawnego budynku starostwa opolskiego przy ulicy Krakowskiej 53 w obecności jego syna, hr. Maria von Matuschki odsłonięto tablicę pamiątkową. Tablica ta jest dziełem rzeźbiarza Adolfa Panitza. Członkowie zespołu „Opole z Sercem” zaproponowali, aby imieniem Michaela Matuschki nazwać nowo budowaną ulicę łączącą ulicę Krakowską z ulicą Żwirki i Wigury, jednak nie zgodziły się na to władze miasta.

## Proces beatyfikacyjny
Z inicjatywy społecznej kuria biskupia diecezji berlińskiej rozpoczęła proces beatyfikacyjny Michaela von Matuschki, jako śląskiego świadka wiary i męczennika.